# Welp (jong)

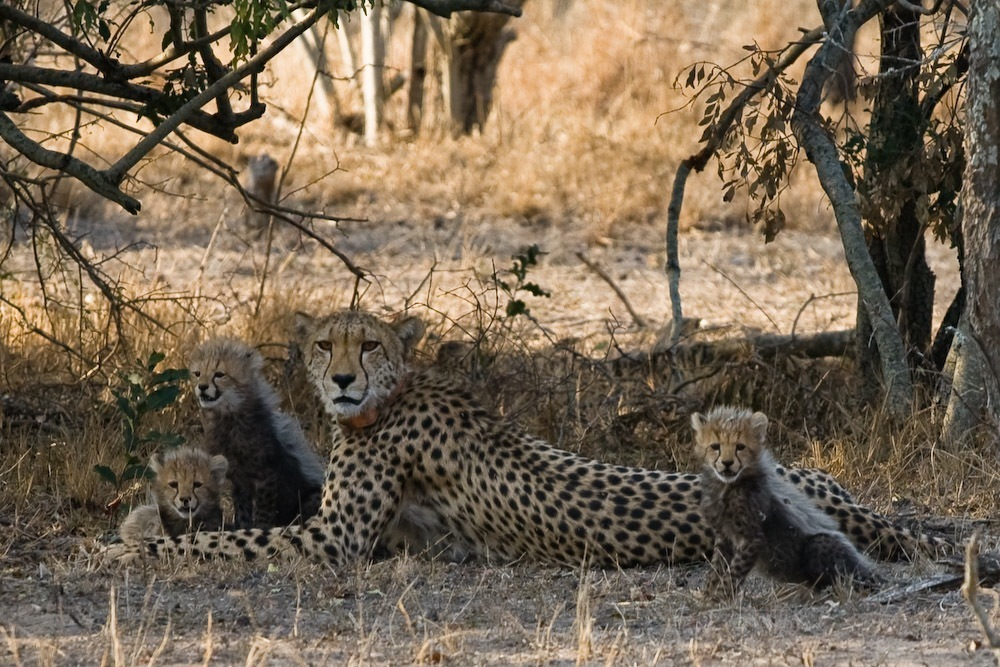
Jachtluipaard met welpen

Een welp is een jong van verschillende dieren uit de orde van de roofdieren.
Bekende welpen zijn de jongen van wolven, tijgers en leeuwen, maar ook het jong van bijvoorbeeld een beer en een otter wordt welp genoemd.
Ook bij de hond, wordt een jong aangeduid als welp, maar pasgeboren honden worden pup(py) genoemd. Bij de huiskat worden pasgeboren jongen kittens genoemd.